# Pazifische Taifunsaison 2017
Die Pazifische Taifunsaison 2017 war ein andauerndes Wetterereignis, unter dem die sich während des gesamten Kalenderjahres bildenden tropischen Wirbelstürme des Nordwest-Pazifik (westlich des 180. Längengrads und nördlich des Äquators) zusammengefasst sind. Wirbelstürme in diesem Gebiet nennt man Taifune, östlich des 180. Längengrads heißen sie dagegen Hurrikane und sind Gegenstand der Pazifischen Hurrikansaisons. Tropische Wirbelstürme im Südpazifik heißen Zyklone und werden in den Südpazifischen Zyklonsaisons und den Australischen Zyklonsaisons zusammengefasst. Die meisten Taifune bilden sich zwischen Mai und November, daher die jährliche Zusammenfassung zu Saisons. In geringerer Häufung entstehen sie aber auch regelmäßig zu allen anderen Jahreszeiten.
Innerhalb des nordwestlichen Pazifiks gibt es zwei meteorologische Organisationen, die den Stürmen Namen vergeben. Dies führt dazu, dass derselbe Sturm häufig zwei verschiedene Namen erhält. Die offizielle Bezeichnung durch die Japan Meteorological Agency (JMA) erhält ein tropischer Sturm, sobald er an einer beliebigen Stelle im nordwestlichen Pazifik andauernde 10-minütige Windgeschwindigkeiten von 35 Knoten (rund 65 km/h) erreicht. Die Philippine Atmospheric, Geophysical and Astronomical Services Administration (PAGASA) hingegen weist tropischen Tiefdruckgebieten Namen zu, die sich innerhalb des nationalen Verantwortungsbereiches bilden oder dorthin ziehen; dieser Verantwortungsbereich liegt grob umgrenzt zwischen 115° und 135° östlicher Länge und zwischen 5° und 25° nördlicher Breite. PAGASA weist auch dann einen lokalen Namen zu, wenn das System bereits durch die Japan Meteorological Agency benannt wurde. Tropische Tiefdruckgebiete, die vom US-amerikanischen Joint Typhoon Warning Center beobachtet werden, erhalten eine Nummer mit dem Suffix W.

## Saisonvorhersagen
| TSR Datum                   | ACE                 | tropische Stürme  | alle Taifune     | intensive Taifune | Ref.  |
| --------------------------- | ------------------- | ----------------- | ---------------- | ----------------- | ----- |
| Durchschnitt (1965–2016)    | 297                 | 26                | 16               | 9                 | [ 2 ] |
| 5. Mai 2017                 | 357                 | 27                | 17               | 10                | [ 2 ] |
| regionale Vorhersagen Datum | Vorhersage- zentrum | Periode           | Periode          | Systeme           | Ref.  |
| 20. Januar 2017             | PAGASA              | Januar–März       | Januar–März      | 1–2               | [ 3 ] |
| 20. Januar 2017             | PAGASA              | April–Juni        | April–Juni       | 2–4               | [ 3 ] |
| tatsächliche Aktivität      | Vorhersage- zentrum | tropische Systeme | tropische Stürme | Taifune           | Ref.  |
|                             | JMA                 | 5                 | 1                | 0                 |       |
|                             | JTWC                | 3                 | 1                | 0                 |       |
|                             | PAGASA              | 4                 | 1                | 0                 |       |

Im Laufe des Jahres sagen mehrere national meteorologischen Dienste und wissenschaftliche Institute voraus, wie viele tropischen Tiefdruckgebiete, tropische Stürme und Taifune sich während der Saison bilden und/oder ein bestimmtes Land treffen. Zu diesen gehören das Tropical Storm Risk (TSR) Consortium des University College London, PAGASA und Taiwans Central Weather Bureau.
Die erste Saisonvorhersage veröffentlichte PAGASA am 20. Januar mit seiner Klimavorschau für den Zeitraum Januar bis Juni 2017. Zwischen Januar und März erwartete PAGASA in seinem Verantwortungsgebiet ein bis zwei tropische Systeme und weitere zwei bis vier in den Monaten April bis Juni. Am 23. März gab das Hong Kong Observatory bekannt, dass nach seiner Erwartung die Aktivität der Taifunsaison in Hongkong ziemlich normal verläuft und dass vier bis sieben tropische Sturmsysteme näher als 500 km an Hongkong herankommen würden (der Durchschnitt sind sechs solche Stürme por Jahr).
Tropical Storm Risk (TSR) gab seine erste Saisonvorhersage am 5. Mai 2017 bekannt. Demnach erwartet das Institut eine leicht überdurchschnittliche Saison mit 27 benannten Stürmen, davon 17 Taifune und 10 intensive Taifune, sowie einem Wert der Accumulated Cyclone Energy (ACE) von 357.

## Saisonüberblick
Das erste Halbjahr 2017 war relativ inaktiv, da sich bislang nur fünf Systeme gebildet haben, von denen nur eines – Muifa gegen Ende April – die Stärke eines tropischen Sturmes erreichte. Das erste System entstand am 7. Januar und wurde von PAGASA Auring genannt. Die tropische Depression Bising entwickelte sich in der ersten Februarwoche, und beide Tiefdruckgebiete waren ein verschlimmernder Faktor bei den Überschwemmungen in Visayas und Mindanao 2017.

### Talim

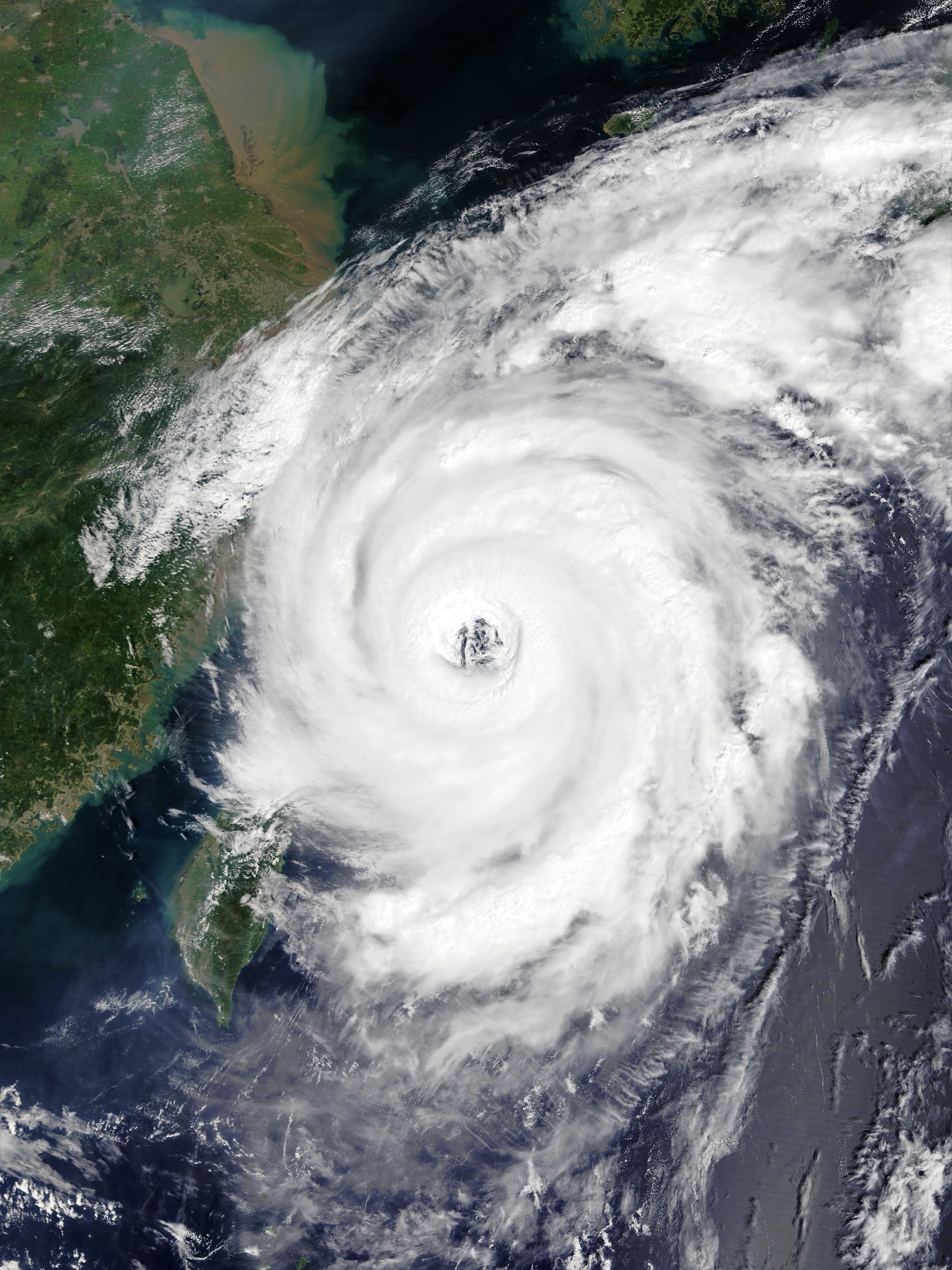
Wirbelsturm Talim mit Auge nahe dem chinesischen Festland kurz vor dem Abdrehen nach Japan mit Abschwächung zum Sturm

### Lan

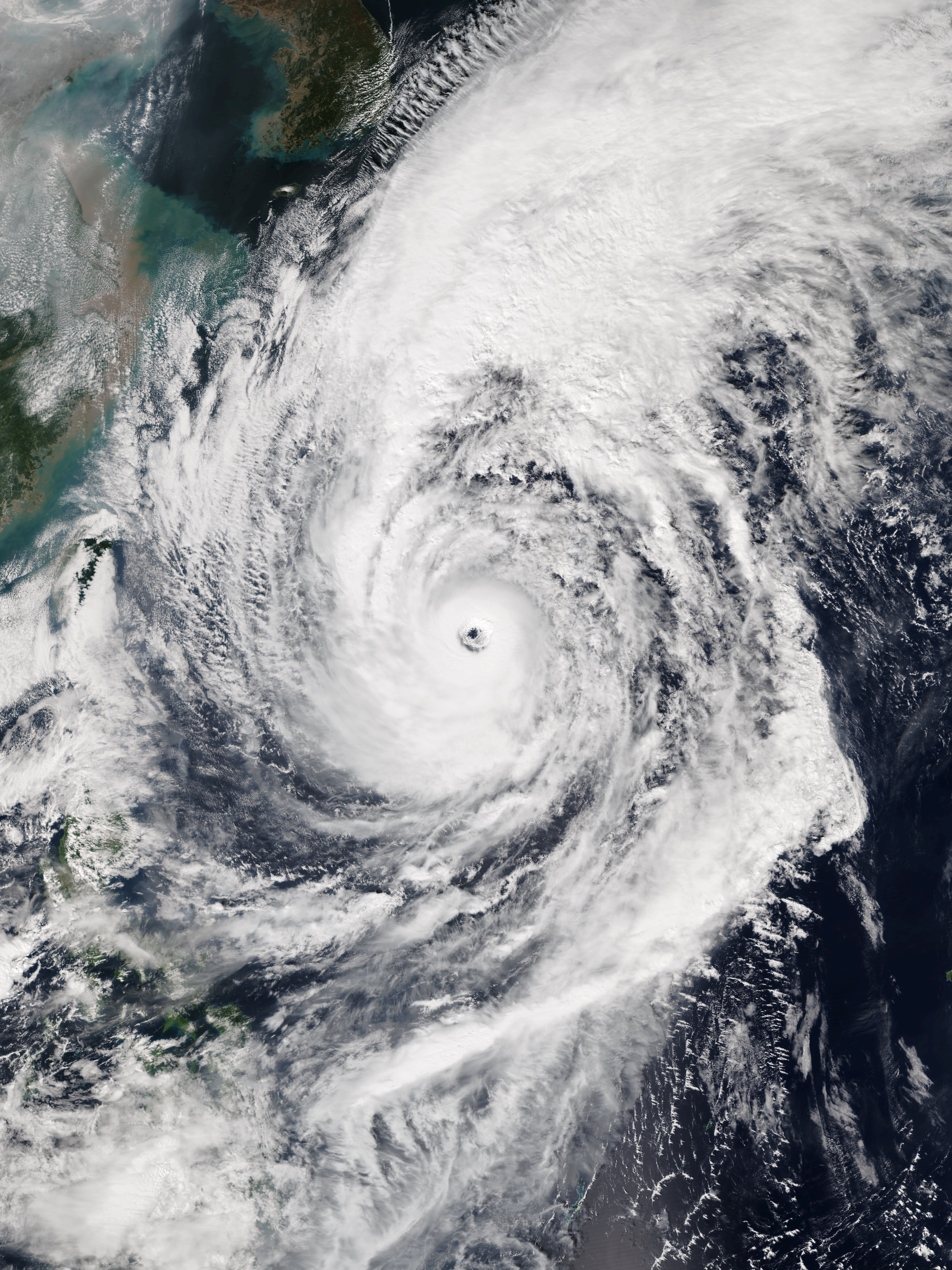
Ausgedehnter Taifun Lan am 21. Oktober südöstlich von Japan, einen Tag vor der Unterhauswahl in Japan.

## Stürme

### Tembin

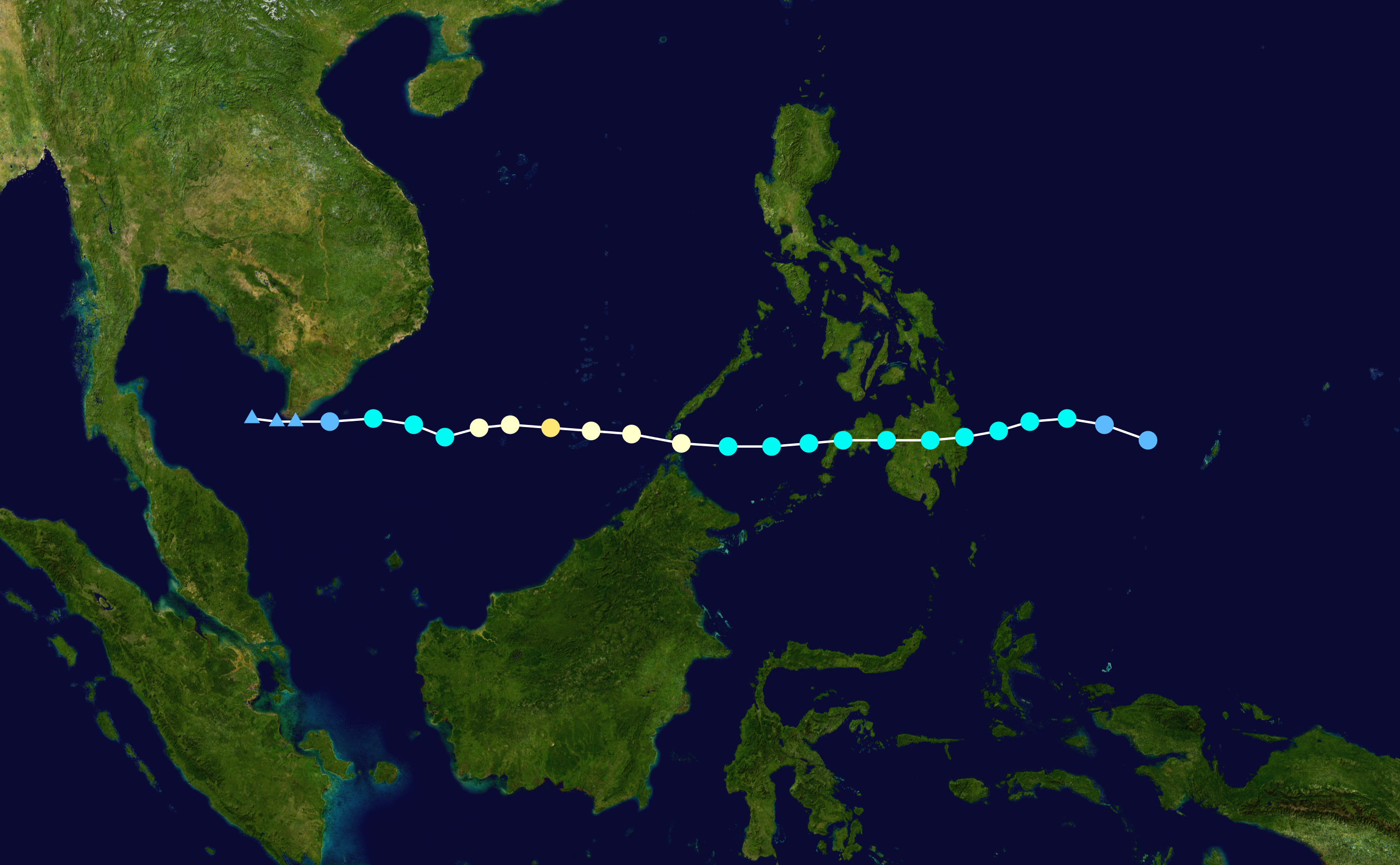
Zugbahn von Taifun Tembin über Mindanao in Richtung Südvietnam (links)

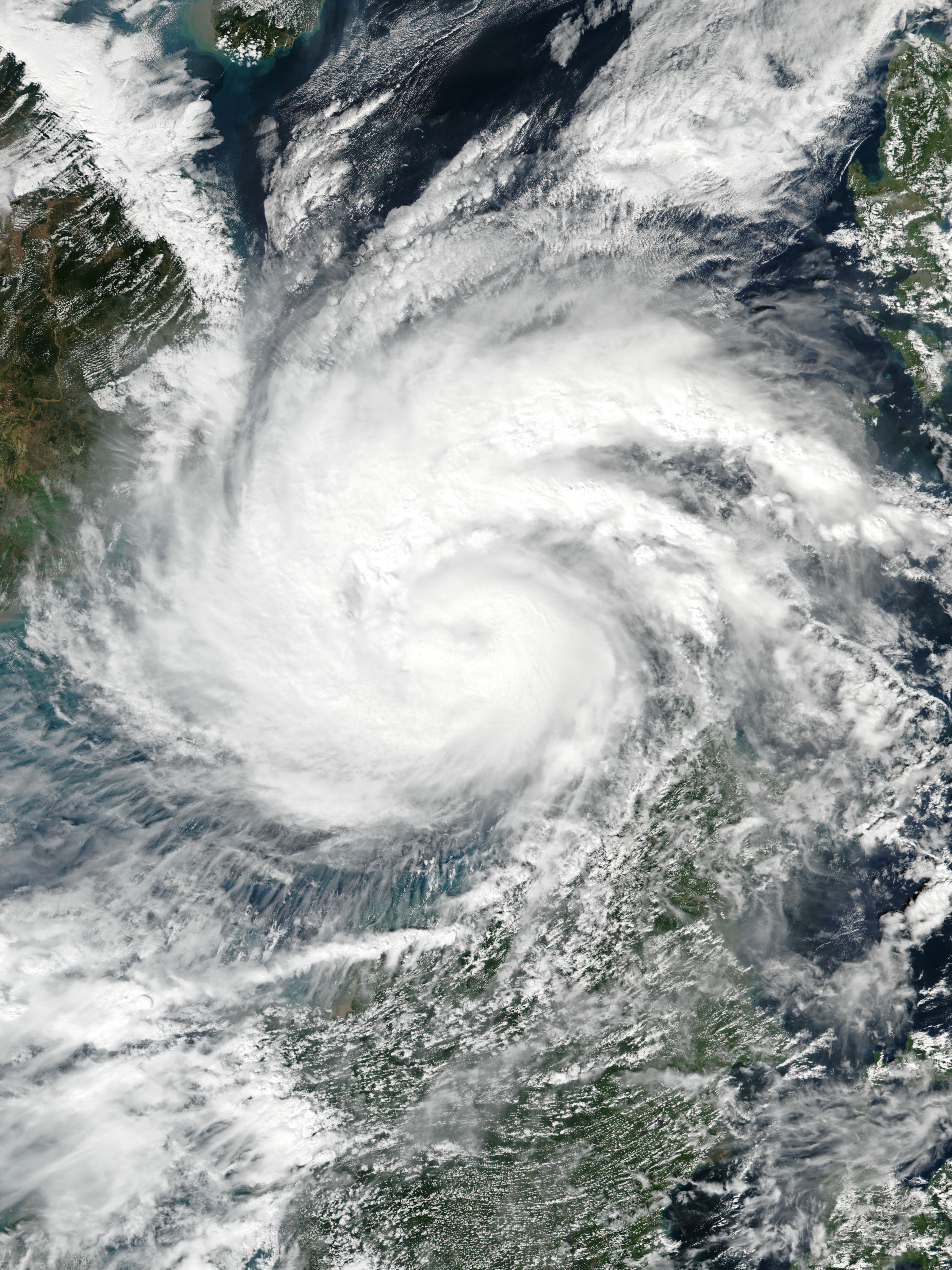
Tembin am 24. Dezember 2017 vor Vietnam

Bei einer Überquerung der Insel Mindanao im Süden der Philippinen mit Starkregen hatte Tembin in den Provinzen Lanao del Norte und Sur Sturzfluten ausgelöst, in den Bergdörfern bei Tubod und in der Stadt Piagapo nahe an den Flüssen gebaute Häuser zerstört. Etwa 200 Menschen starben. Der Wirbelsturm folgte dann einer vergleichsweise ähnlichen Zugbahn wie der verheerende Taifun Linda 1997 über Palawan hinweg und das Südchinesische Meer mit einer erneuten Intensivierung vor dem Süden von Vietnam. Hunderttausende wurden vorsorglich im Süden Vietnams in Sicherheit gebracht. Nach einer Position am 25. Dezember bei 8.4N 106.1E schwächte sich der für die Saison sehr späte Taifun kurz vor Cape Cà Mau (8.4N 104.4E) und dem Gebiet um den Nationalpark Mũi Cà Mau an der Südspitze des Mekongdeltas stark ab, die Küste von Vietnam wurde verschont. Am 26. Dezember wanderte er als Regengebiet in den Golf von Thailand langsam weiter und wurde weiter beobachtet.

## Sturmnamen

### Internationale Namen
Tropische Wirbelstürme im westlichen Nordpazifik werden durch das zuständige Regional Specialized Meteorological Centre in Tokio der Japan Meteorological Agency benannt. Diese erhalten einen Namen, sobald sie die Stärke eines tropischen Sturmes erreichen. Die Namen entstammen der folgenden Liste; diese wird fortlaufend verwendet, es gibt also keine jährlich wechselnden Namenslisten wie im östlichen Nordpazifik oder im Atlantik. Die Namen wurden durch die 14 Mitgliedsstaaten des ESCAP/WMO Typhoon Committees vorgeschlagen. Jedes dieser Mitglieder hat jeweils zehn Namen eingereicht, die in alphabetischer Reihenfolge nach der englischen Schreibweise dieser Staaten sortiert vergeben werden. Die folgenden Namen wurden für benannte Stürme benutzt:
Muifa, Merbok, Nanmadol, Talas, Noru, Kulap, Roke, Sonca, Nesat, Haitang, Nalgae, Banyan, Hato, Pakhar, Sanvu, Mawar, Guchol, Talim, Doksuri, Khanun, Lan, Saola, Damrey, Haikui, Kirogi, Kai-tak, Tembin, Bolaven
Die Namen Hato und Lan wurden zum ersten Mal verwendet und ersetzten die nach den Taifunsaison 2011 bzw. 2012 gestrichenen Namen Washi und Vicente. Nach der Saison strich das Taifun Committee die Namen Kai-tak und Tembin von der Namensliste; Ersatznamen werden 2019 bekanntgegeben.

### Philippinen
Die Philippine Atmospheric, Geophysical and Astronomical Services Administration (PAGASA) verwendet für tropische Systeme in ihrem Verantwortungsbereich ein eigenes Namensschema. Die Namenslisten von PAGASA werden alle vier Jahre wieder verwendet. Diese Namen werden für Systeme vergeben, die sich im Verantwortungsbereich von PAGASA zwischen 115° und 135° östlicher Länge und zwischen 5° und 25° nördlicher Breite bilden oder in dieses Gebiet hineinwandern. Sollte sich die Namensliste als nicht ausreichend erweisen, werden die Namen von einer Ersatzliste genommen. Dies ist dieselbe Liste, die auch in der Saison 2013 verwendet wurde, lediglich die Namen der 3 zerstörerischsten Stürme des Jahres 2013 Labuyo, Santi und Yolanda wurden durch Lannie, Salome und Yasmin ersetzt:
Auring, Bising, Crising, Dante, Emong, Fabian, Gorio, Huaning, Isang, Jolina, Kiko, Lannie, Maring, Nando, Odette, Paolo, Qiedan, Ramil, Salome, Tino, Urduja, Vinta, Yasmin.

## Belege
1. ↑  Gary Padgett: Monthly Global Tropical Cyclone Summary May 2003. Australian Severe Weather, abgerufen am 29. Dezember 2013 (englisch).
2. 1 2 3  Mark Saunders, Adam Lea: Extended Range Forecast for Northwest Pacific Typhoon Activity in 2017. (PDF) Tropical Storm Risk Consortium, 5. Mai 2017, abgerufen am 5. Mai 2017 (englisch).
3. 1 2 3  Vicente B. Malano: January – June 2017. In: Seasonal Climate Outlook. PAGASA, 20. Januar 2017, archiviert vom Original am 1. Februar 2017; abgerufen am 29. Januar 2017 (englisch).
4. ↑  Shun Chi-ming: Director of the Hong Kong Observatory highlights Observatory’s latest developments March 23, 2017. Hong Kong Observatory, 23. März 2017, archiviert vom Original am 15. April 2017; abgerufen am 14. April 2017 (englisch).
5. ↑  230 Tote durch Tropensturm Tembin. In: tagesschau.de. 24. Dezember 2017, archiviert vom Original; abgerufen am 24. Dezember 2017.
6. ↑  Tembin verschont Vietnam. In: tagesschau.de. 24. Dezember 2017, archiviert vom Original; abgerufen am 26. Dezember 2017.
7. ↑  Archivierte Kopie (Memento des Originals vom 22. Dezember 2017 im Internet Archive)  Info: Der Archivlink wurde automatisch eingesetzt und noch nicht geprüft. Bitte prüfe Original- und Archivlink gemäß Anleitung und entferne dann diesen Hinweis.
8. ↑  Gary Padgett: Monthly Global Tropical Cyclone Summary December 1999. Australian Severe Weather, abgerufen am 29. Dezember 2013 (englisch).
9. ↑  List of Names for Tropical Cyclones adopted by the ESCAP/WMO Typhoon Committee for the Western North Pacific and the South China Sea. Japan Meteorological Agency, abgerufen am 12. Januar 2017 (englisch).
10. ↑  Replacement Names of HAIMA, SARIKA, NOCK-TEN and MERANTI in the Tropical Cyclone Name List. ESCAP/WMO Typhoon Committee, 21. Februar 2018, abgerufen am 24. Februar 2018 (englisch).
11. ↑  Philippine Tropical Cyclone Names. In: Learning Tools. Philippine Atmospheric, Geophysical and Astronomical Services Administration (PAGASA), Januar 2022, abgerufen am 30. August 2023 (englisch).